# میزان رأی چه کسی است، شرح تفصیلی
میزان رأی چه کسی است، شرح تفصیلی (انگلیسی: Whose Vote Counts, Explained) یک مستند تلویزیونی در سال ۲۰۲۰ است. این مجموعه داستان لئوناردو دی‌کاپریو، سلنا گومز و جان لجند روایت می‌کنند.
میزان رأی چه کسی است، شرح تفصیلی در ۲۸ سپتامبر ۲۰۲۰ بر روی سرویس نتفلیکس منتشر شد.